# مظلات شربورغ
مظلات شربورغ (بالفرنسية: Les Parapluies de Cherbourg) هو فيلم دراما موسيقي رومانسي، أُصدر في 1964. من إخراج جاك ديمي الذي تولّى أيضًا كتابة السيناريو، وتوزيع تونتيث سينتشوري فوكس.

## القصة

### الجزء الأول: المغادرة (نوفمبر ١٩٥٧)
تدير مدام إيمري وابنتها جينيفيف، البالغة من العمر سبعة عشر عامًا، متجرًا صغيرًا لبيع المظلات في مدينة شيربورغ الساحلية بنورماندي. أما جاي فهو ميكانيكي سيارات شاب يعيش مع عمته المريضة، إليز، ويرعاها. يُنقذ المتجر من الإفلاس عندما يوافق رولان كاسارد، صائغ باريسي شاب وثري للغاية، على شراء بعض مجوهرات مدام إيمري. على الرغم من رفض مدام إيمري، إلا أن جاي وجينفيف مغرمان بشدة؛ ويخططان للزواج وتسمية طفلهما الأول فرانسواز. في الوقت نفسه، مادلين، الشابة الهادئة التي ترعى إليز، مغرمة بجاي سرًا. يُجند جاي للخدمة في حرب الجزائر. في الليلة التي تسبق رحيله، يتعهد هو وجينفيف بحبهما الأبدي.

### الجزء الثاني: الغياب (يناير - أبريل ١٩٥٨)
تعلم جينيفيف أنها حامل، فتكتب إلى غاي، لكن ردوده كانت متقطعة. تخبرها والدتها أن غاي قد نسيها، وعليها المضي قدمًا. يتودد رولاند إلى جينيفيف، راغبًا بالزواج بها رغم حملها.  تحث السيدة إيمري جينيفيف على اختيار مستقبل آمن مع رولاند. يعلن رولاند أنه سيسافر إلى أمستردام لمدة ثلاثة أشهر، وسينتظر رد جينيفيف حتى عودته. وعند عودته، تتزوجه جينيفيف في كاتدرائية عظيمة، لكنها تبدو مترددة بشأن قرارها.

### الجزء الثالث: العودة (مارس ١٩٥٩ - ديسمبر ١٩٦٣)
بعد عودته مصابًا من الحرب، علم جاي أن جينيفيف قد تزوجت وغادرت شيربورغ. واجه صعوبة في التأقلم مع الحياة المدنية. بعد جدال مع مديره في ورشة إصلاح السيارات، ترك وظيفته، وذهب إلى حانة رديئة السمعة، وقضى الليلة مع عاهرة. عندما عاد إلى شقته، أخبرته مادلين بوفاة إليز. رأى جاي أن مادلين تحبه، فأعاد بناء حياته بمساعدتها. مستخدمًا ميراثه، افتتح محطة وقود جديدة على الطراز الأمريكي. وافقت مادلين على الزواج به، لكنها تساءلت عما إذا كان زواجهما مجرد وسيلة للتعافي بعد فقدان جينيفيف.
بعد أربع سنوات، في ليلة عيد ميلاد ثلجية، كان جاي ومادلين في مكتب محطة الوقود مع ابنهما الصغير فرانسوا. وبينما كان مادلين وفرانسوا يغادران لزيارة سانتا كلوز، وصلت جينيفيف، التي أصبحت ثرية الآن، وابنتها فرانسواز. دعا جاي جينيفيف إلى مكتب المحطة، حيث كشفت أن هذه أول زيارة لها إلى شيربورغ منذ زواجها. عندما سُئل جاي إن كان يرغب بلقاء ابنته، رفض. في طريقها للخروج، نظرت جينيفيف إلى جاي نظرة أخيرة قبل أن تنطلق. عادت مادلين مع فرانسوا، فقبلها جاي.

## طاقم التمثيل
- كاترين دينوف
- خوسيه بارتيل  [لغات أخرى]‏
- كريستين ليغراند  [لغات أخرى]‏
- دانييل ليكاري [الإنجليزية]‏
- جان فاليير  [لغات أخرى]‏
- روزالي فاردا
- كلير لو كلارك
- جورج بلانيس  [لغات أخرى]‏
- ميشيل ليغراند
- كلودين مونييه  [لغات أخرى]‏
- راؤول كوريت  [لغات أخرى]‏
- جان كوساك [الإنجليزية]‏
- جان كلود بريودين  [لغات أخرى]‏
- فيليب دومات  [لغات أخرى]‏
- ميريل بيري [الإنجليزية]‏
- دوروثي بلانك
- إلين فارنر [الإنجليزية]‏
- هارالد وولف [الإنجليزية]‏
- نينو كاستل
- آن فيرنون
- باتريك بريكارد [الإنجليزية]‏
- غيزيل غراندبري  [لغات أخرى]‏
- جاك ديمي
- مارك ميشيل
- هيرفي ليغراند  [لغات أخرى]‏
- جان بيير دورات  [لغات أخرى]‏
- جان شامبيون
- خوسيه غيرمان  [لغات أخرى]‏

## الاستقبال

### الجوائز والترشيحات
الجوائز
- السعفة الذهبية (1964)
- جائزة لويس ديلوك  [لغات أخرى]‏ (1963).

الترشيحات
- جائزة الأوسكار لأفضل كتابة "سيناريو أصلي"، المُرشَّح: جاك ديمي، في: حفل توزيع جوائز الأوسكار الثامن والثلاثون
- جائزة الأوسكار لأفضل موسيقى تصويرية، المُرشَّح: ميشيل ليغراند، وجاك ديمي، في: حفل توزيع جوائز الأوسكار الثامن والثلاثون
- جائزة الأوسكار لأفضل فيلم بلغة أجنبية، في: حفل توزيع جوائز الأوسكار السابع والثلاثون
- جائزة الأوسكار لأفضل موسيقى أصلية أو مقتبسة أو معالجة  [لغات أخرى]‏، المُرشَّح: ميشيل ليغراند، في: حفل توزيع جوائز الأوسكار الثامن والثلاثون

## روابط خارجية
- مظلات شربورغ على موقع IMDb (الإنجليزية)
- مظلات شربورغ على موقع ميتاكريتيك (الإنجليزية)
- مظلات شربورغ على موقع الموسوعة البريطانية (الإنجليزية)
- مظلات شربورغ على موقع روتن توميتوز (الإنجليزية)
- مظلات شربورغ على موقع نتفليكس (الإنجليزية)
- مظلات شربورغ على موقع ألو سيني (الفرنسية)
- مظلات شربورغ على موقع Turner Classic Movies (الإنجليزية)
- مظلات شربورغ على موقع أول موفي (الإنجليزية)
- مظلات شربورغ على موقع فيلمافينيتي (الإسبانية)
- مظلات شربورغ على موقع قاعدة بيانات الأفلام السويدية (السويدية)